# Episodi di ALF (prima stagione)
La prima stagione della serie televisiva ALF è stata trasmessa in prima visione negli Stati Uniti dal 22 settembre 1986 all'11 maggio 1987. In Italia, gli episodi sono stati trasmessi su Raidue, tra il 25 dicembre 1988 e il 1991.
Inizialmente, Il telefilm era trasmesso settimanalmente all'interno del contenitore mattutino di Raidue Patatrac.
| n° | Titolo originale                  | Titolo italiano                      | Prima TV USA      | Prima TV Italia  |
| -- | --------------------------------- | ------------------------------------ | ----------------- | ---------------- |
| 1  | A.L.F.                            | Benvenuto Alf                        | 22 settembre 1986 | 1º gennaio 1989  |
| 2  | Strangers In the Night            | Una Notte Movimentata                | 29 settembre 1986 | 22 gennaio 1989  |
| 3  | Looking for Lucky                 | Cercando Lucky                       | 6 ottobre 1986    | 31 dicembre 1990 |
| 4  | Pennsylvania 6-5000               | Minaccia Atomica                     | 13 ottobre 1986   | 15 gennaio 1989  |
| 5  | Keepin' the Faith                 | Alf si mette in affari               | 20 ottobre 1986   | 2 gennaio 1991   |
| 6  | For Your Eyes Only                | Cuori solitari                       | 3 novembre 1986   | 29 gennaio 1989  |
| 7  | Help Me, Rhonda                   | L'appuntamento mancato               | 10 novembre 1986  | 4 gennaio 1991   |
| 8  | Don't It Make My Brown Eyes Blue? | Storia d'amore                       | 17 novembre 1986  | 7 gennaio 1991   |
| 9  | Jump                              | Un uomo tranquillo                   | 24 novembre 1986  | 3 gennaio 1991   |
| 10 | Baby You Can Drive My Car         | Un giro in auto                      | 1º dicembre 1986  | 8 gennaio 1991   |
| 11 | On the Road Again                 | Una vacanza sfortunata               | 8 dicembre 1986   | 8 gennaio 1989   |
| 12 | Oh, Tannerbaum                    | Natale in casa Tanner                | 22 dicembre 1986  | 25 dicembre 1988 |
| 13 | Mother and Child Reunion          | Una visita inaspettata               | 12 gennaio 1987   | 9 gennaio 1991   |
| 14 | A Little Bit Of Soap              | La telenovela                        | 19 gennaio 1987   | 10 gennaio 1991  |
| 15 | I've Got a New Attitude           | La seduta spiritica                  | 2 febbraio 1987   | 18 marzo 1991    |
| 16 | Try to Remember – Part 1          | L'amnesia – Parte 1                  | 9 febbraio 1987   | 19 febbraio 1989 |
| 17 | Try to Remember – Part 2          | L'amnesia – Parte 2                  | 9 febbraio 1987   | 26 febbraio 1989 |
| 18 | Border Song                       | Ritorno a casa                       | 16 febbraio 1987  | 11 gennaio 1991  |
| 19 | Wild Thing                        | La Gabbia                            | 2 marzo 1987      | 19 marzo 1991    |
| 20 | Going Out of My Head Over You     | Lo Psicanalista                      | 16 marzo 1987     | 20 marzo 1991    |
| 21 | Look Through Any Window           | La finestra sul cortile              | 23 marzo 1987     | 22 marzo 1991    |
| 22 | It Isn't Easy... Bein' Green      | Il dente portafortuna                | 30 marzo 1987     | 1º gennaio 1991  |
| 23 | The Gambler                       | Il giocatore d'azzardo               | 6 aprile 1987     | 25 marzo 1991    |
| 24 | Weird Science                     | Scienza Bizzarra (Il Signor Scienza) | 13 aprile 1987    | 21 marzo 1991    |
| 25 | La Cucaracha                      | Lo scarafaggio                       | 4 maggio 1987     | 5 marzo 1989     |
| 26 | Come Fly With Me                  | Il tostapane                         | 11 maggio 1987    | 28 marzo 1991    |

## Benvenuto Alf
Gordon Shumway un alieno in fuga dal distrutto pianeta Melmac fa schiantare accidentalmente la sua astronave nel garage della famiglia Tanner. Willie Tanner lo chiama "ALF", abbreviazione di Alien Life Form (Forma di Vita Aliena). Dopo aver convinto un ufficialedell'esercito che non stanno nascondendo una creatura aliena, i Tanner decidono di accogliere ALF nella famiglia.

## Una Notte Movimentata
ALF deve stare attento a non farsi vedere dalla vicina di casa dei Tanner la signora Rachel Ochmonek che durante l'assenza degli altri membri della famiglia fa da babysitter a Brian.

## Cercando Lucky
Dopo la scomparsa del gatto dei Tanner, Lucky, ALF viene sospettato di averlo mangiato (per la sua specie i gatti sono una prelibatezza).Indignato ALF decide per la prima volta di lasciare la casa dei Tanner per mettersi alla ricerca di Lucky.

## Minaccia Atomica
ALF contatta il presidente degli Stati Uniti per convincerlo a fermare la corsa agli armamenti nucleari. Viene scambiato per un terrorista e quando il governo identifica la fonte delle chiamate arresta Willie. ALF quindi fa un'altra chiamata per provare la sua innocenza.

## Alf si mette in affari
Rendendosi conto che la sua presenza sta causando molte spese ai Tanner, ALF decide di mettersi a vendere cosmetici in modo da poter dare il suo contributo al bilancio familiare.

## Cuori solitari
Depresso per non avere amici oltre ai Tanner, tramite un programma radiofonico ALF stringe amicizia con una donna non vedente di nome Jody e con l'aiuto di Lynn la va a trovare.

## L'appuntamento mancato
ALF è triste perché sente la mancanza degli altri membri della sua specie. Quando riesce a mettersi in contatto con alcuni di essi tra cui la sua ex-ragazza Rhonda i suoi simili si offrono di prenderlo con loro, ma alla fine decide di rimanere con i Tanner.

## Storia d'amore
Alf si prende una cotta per Lynn e tenta di sabotare la sua relazione con un ragazzo. Alla fine però accetta di rimanerne amico.

## Un uomo tranquillo
Il giorno del compleanno di Willie salta fuori una lista di cose da fare che lui e sua moglie avevano fatto anni prima. Ammettendo di non aver fatto un lancio col paracadute, come desiderava decide di farlo.

## Un giro in auto
Dopo che loro si è rotta, i Tanner decidono di comprare a Lynn una macchina usata e decidono che le daranno la metà del denaro necessario. Per racimolare la somma necessaria, la ragazza decide di trovarsi un lavoro, e commosso dai suoi sforzi ALF le regala una Ferrari, di cui si mette alla guida, causando una serie di disastri.

## Una vacanza sfortunata
I Tanner vorrebbero andare in vacanza a San Diego, ma non si fidano a lasciare ALF a casa da solo e non potendo portarselo dietro decidono di non partire, ma alla fine su seggerimento di Brian decidono di andare in campeggio in modo da poter portare l'alieno con loro.

## Natale in casa Tanner
ALF usa l'albero di Natale dei Tanner per fare legna credendo sia una tradizione natalizia, quindi lui e Willie devono ingegnarsi per trovarne un altro all'ultimo momento.

## Una visita inaspettata
Dorothy la madre di Kate viene in visita e la famiglia cerca di nasconderle ALF. L'alieno però si stufa di nascondersi e le si rivela, cercando anche di appianare le divergenze tra madre e figlia.

## La telenovela
ALF si mette a scrivere sceneggiature televisive e sfrutta i litigi tra Dorothy (che tratta la figlia come una bambina) e Kate come ispirazione. Ovviamente ciò porta a una litigio tra le due quando l'episodio sceneggiato da ALF viene trasmesso, così lui ne scrive un altro per far fare loro pace. 

## La seduta spiritica
Il nuovo vicino di Dorothy, Wiser inizia a corteggiarla insistentemente, ma lei non è interessata a lui. Millantando che la sua specie possiede capacità medianiche, ALF organizza una seduta spirtica per metterla in contatto col suo defunto marito, in modo da convincerla ad aprirsi.

## L'amnesia - Parte 1
Alf ha un incidente e perde la memoria, si convince di essere un agente assicurativo e che i Tanner lo tengano prigioniero, così chiama la polizia.

## L'amnesia - Parte 2
I Tanner stimolano la memoria di ALF facendogli ricordare chi è.

## Ritorno a casa
Willie ospita un ragazzo messicano che pare essere scappato dal suo paese. In realtà voleva tornarci dopo che il padre si era trasferito in America, ma ALF lo convince a rimanere negli Stati Uniti.

## La gabbia
ALF sta per attraversare il sessantacinquennale risveglio del suo istinto predatorio e quindi si fa mettere in gabbia per impedirsi di divorare Lucky.

## Lo psicanalista
Esasperato dal comportamento di ALF, Willie si confida con un suo amico psicanalista Larry (che vincolato dal segreto professionale non potrà svelare l'esistenza dell'alieno). Lo psicanalista aiuta ALF e Willie a migliorare il loro rapporto.

## La finestra sul cortile
Per ingannare il tempo ALF si mette a spiare gli Ochmonek (i vicini dei Tanner) e si persuade che Trevor Ochmonek abbia ucciso la moglie e la sua paranoia inizia a contagiare anche alcuni dei Tanner.

## Il dente portafortuna
Brian deve partecipare a uno spettacolo scolastico, ma un suo compagno Spencer non fa che sminuirlo e lui decide di ritirarsi così ALF per spronarlo, gli regala un dente portafortuna. Lui lo perde, ma sua padre lo convince che non gli serve. 

## Il giocatore d'azzardo
Ispirato da Dorothy, volendo aiutare i Tanner con le loro spese, ALF si mette a scomettere sulle corse di cavalli e perde tutto. L'allibratore quindi cerca di rivalersi su Willie, credendolo ALF. I Tanner quindi affittano la navicella spaziale di ALF per le riprese di un film.

## Scienza Bizzarra (Il Signor Scienza)
Il televisore dei Tanner si rompe e ALF annoiato a morte rivela ai Tanner l'esistenza di altri pianeti nel sistema solare. Tuttavia Brian li inserisce in un progetto scolastico e Willie si trova in imbarazzo, perché non si sente di correggere il figlio quando scopre che l'alieno ha rivelato una conoscenza dell'universo superiore. Per fortuna la preside viene convinta a esporlo comunque.

## Lo Scarafaggio
Dall'astronave di ALF esce uno scarafaggio melmaciano. Quando Kate gli spruzza addosso dell'insetticida a causa della sua fisiologia diventa gigante.

## Il Tostapane
ALF vince una vacanza e un tostapane e i Tanner partono con gli Ochmonek che hanno vinto lo stesso premio. ALF che doveva restare a casa, però li segue di nascosto, causando la solita serie di disastri.